# Cadastro Único para Programas Sociais

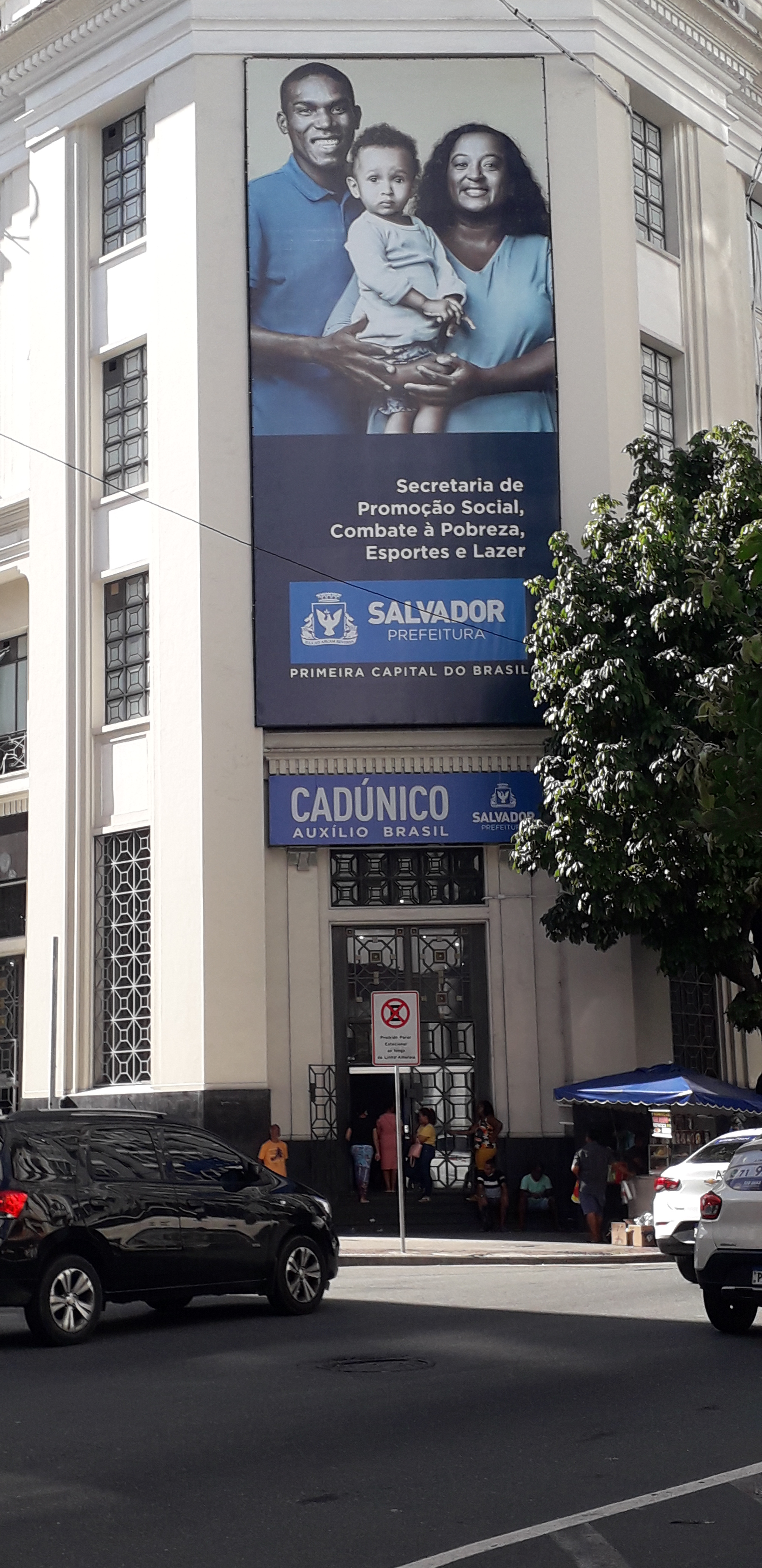
Sede da Secretaria Municipal de Promoção Social, Combate à Pobreza, Esportes e Lazer de Salvador, responsável pelo CadÚnico no município.

Cadastro Único para Programas Sociais (CadÚnico) é um instrumento governamental brasileiro de coleta de dados e informações que objetiva identificar todas as famílias de baixa renda existentes no país para fins de inclusão em programas de assistência social e redistribuição de renda. Foi criado durante o governo de Fernando Henrique Cardoso em 24 de outubro de 2001 pelo Decreto n. 9 364 da Presidência da República. O CadÚnico foi implantado pela Secretaria de Estado de Assistência Social, sob a gestão de Wanda Engel e serviu de base ao processo de unificação dos programas de transferência condicionada de renda e como referência para a maioria dos programas de combate à pobreza, elaborados a partir de sua criação.
Foi posteriormente disciplinado pelo Decreto 6 135, de 26 de junho de 2007 e regulamentado pela Portaria n. 376 de 16 de outubro de 2008. Compõe-se de uma base de dados, e de instrumentos, procedimentos e sistemas eletrônicos. Sua base de informações pode ser usada pelos governos municipais, estaduais e federal a fim de propiciar o diagnóstico socioeconômico das famílias cadastradas.
Além de ser uma ferramenta de inclusão social, o CadÚnico também desempenha um papel estratégico no planejamento governamental, permitindo a identificação de áreas com maior concentração de vulnerabilidade social. Essas informações são cruciais para subsidiar ações emergenciais em casos de desastres naturais, crises econômicas ou pandemias, garantindo que as famílias mais necessitadas sejam rapidamente atendidas. Dessa forma, o cadastro se consolida como um mecanismo essencial para a gestão eficiente de políticas públicas no Brasil.
Ele desempenha um papel fundamental na formulação e monitoramento de políticas públicas voltadas para a redução da pobreza e da desigualdade no Brasil. Por meio das informações coletadas, é possível que o governo federal, juntamente com estados e municípios, identifique as necessidades específicas das famílias de baixa renda e direcione recursos para áreas prioritárias, como saúde, educação e habitação. Dessa forma, o CadÚnico não só promove a inclusão social, mas também contribui para a melhoria das condições de vida e o fortalecimento da cidadania.
O cadastramento das famílias é executado pelos municípios e os cadastros são processados pelo Agente Operador do Cadastro Único – Caixa Econômica Federal – que fica incumbida por atribuir a cada pessoa da família cadastrada um número de identificação social (NIS) de caráter único, pessoal e intransferível.
As principais informações cadastradas são: características do domicílio (número de cômodos, tipo de construção, tratamento da água, esgoto e lixo), sua composição familiar (número de membros, existência de gestantes, idosos, mães amamentando, deficientes físicos); a identificação e documentação civil de cada membro da família; a qualificação escolar dos membros da família e a qualificação profissional e situação no mercado de trabalho, rendimentos e as despesas familiares (aluguel, transporte, alimentação e outros).
O Cadastro Único para Programas Sociais (CadÚnico) do Brasil representa um modelo significativo de registro e gestão de dados sociais, fundamental para a implementação de políticas de assistência e redistribuição de renda. Ao compará-lo com sistemas similares de outros países, algumas particularidades e diferenças chave emergem, destacando a abordagem única adotada pelo Brasil na luta contra a pobreza e desigualdade.
- Estados Unidos - Supplemental Nutrition Assistance Program (SNAP): Nos Estados Unidos, o SNAP (anteriormente conhecido como Food Stamps) utiliza um sistema de cadastramento que identifica famílias de baixa renda para concessão de benefícios alimentares. Embora o SNAP também se baseie em critérios de renda familiar, diferentemente do CadÚnico, ele está mais focado em assistência alimentar e não serve como porta de entrada para uma variedade tão ampla de programas sociais como o CadÚnico.
- Índia - Aadhaar: O sistema Aadhaar na Índia é um dos maiores programas de identificação biométrica do mundo, fornecendo um número de identificação único para cada cidadão. Aadhaar é utilizado para uma variedade de serviços, incluindo acesso a programas sociais. Comparativamente, o CadÚnico é menos centrado em biometria e mais focado em dados socioeconômicos detalhados, o que facilita uma abordagem mais direcionada na assistência social.
- Reino Unido - Universal Credit: No Reino Unido, o Universal Credit integra vários benefícios e créditos fiscais que anteriormente eram oferecidos separadamente. Este sistema busca simplificar o acesso aos benefícios, garantindo um suporte mais eficaz aos desempregados ou àqueles de baixa renda. O CadÚnico se assemelha em propósito ao Universal Credit, mas difere na execução, sendo uma ferramenta mais ampla que não apenas fornece acesso a programas monetários, mas também a serviços como educação e saúde.
- México - Sistema de Focalización de Desarrollo (SIFODE): Como o CadÚnico, o SIFODE do México é um sistema que visa identificar beneficiários potenciais de programas sociais. Ambos compartilham o objetivo de mapear a pobreza e direcionar recursos governamentais de forma mais eficiente. No entanto, o CadÚnico se destaca pelo seu papel integrador em uma gama mais diversa de programas federais, estaduais e municipais.
- África do Sul - South African Social Security Agency (SASSA): SASSA é responsável pela administração de benefícios de assistência social na África do Sul. Similar ao CadÚnico, SASSA procura facilitar a entrega de benefícios sociais a indivíduos elegíveis. A diferença principal reside na escala e na diversidade de dados gerenciados pelo CadÚnico, que cobre um espectro mais amplo de informações para diagnóstico social.

Estas comparações ilustram como o Cadastro Único do Brasil se posiciona como uma ferramenta abrangente e estratégica não apenas na identificação e assistência às famílias de baixa renda, mas também na capacidade de adaptação e integração de diversos programas sociais, refletindo uma abordagem multidimensional na luta contra a pobreza e promoção da inclusão social.